# 菅野はやか
菅野 はやか（かんの はやか、1982年9月8日 - ）は、広島県出身のボートレーサー。登録番号4275。身長159cm。血液型B型。94期。広島支部所属。師匠は海野ゆかり。同期に岡崎恭裕、古賀繁輝、中西裕子らがいる。

## 来歴
- 進徳女子高等学校卒業[1]。
- やまと競艇学校時代、リーグ戦勝率3.95（準優出2 優出以上なし）の成績を残した。
- 2004年5月20日、児島競艇場でデビュー（6着）。
- 2005年1月6日、宮島競艇場での「第8回宮島ニューイヤーカップ競走広島ダービー」5日目2Rで初勝利（81走目）。
- 2011年11月12日、ボートレース宮島での「G3女子リーグ第8戦 みやじまレディースカップ」で初優出（4着）。
- 2020年11月23日、ボートレース戸田での「ヴィーナスシリーズ第17戦」でデビュー2回目の優出。3コースからとなった優勝戦では、内の2人がやり合った展開を差し切ってデビュー初優勝。